# Homotrematidae
Homotrematidae es una familia de foraminíferos bentónicos de la Superfamilia Acervulinoidea, del Suborden Rotaliina y del Orden Rotaliida. Su rango cronoestratigráfico abarca desde el Eoceno hasta la Actualidad.

## Clasificación
Homotrematidae incluye a los siguientes géneros:
- Homotrema
- Miniacina
- Sporadotrema

Otros géneros considerados en Homotrematidae son:
- Polytrema, considerado taxon inquirenda
- Pustularia, aceptado como Miniacina